# August Grimm (Architekt)
August Christian Wilhelm Grimm (* 7. Mai 1854 in Nienburg an der Saale; † 13. September 1939 in Ensen, Amt Porz, Rheinisch-Bergischer Kreis) war ein deutscher Architekt.

## Leben
Grimm stammte aus der Familie des Maurers Friedrich Grimm und der Johanna Eleonore, geborene Viebach. Er war evangelischer Konfession und später mit Louise Magdalena, geborene Sator, verheiratet. Aus ihrer Ehe gingen zwei Söhne hervor, darunter Friedrich Grimm (* 30. März 1882 in Zürich; † 2. Juni 1942 in Köln).
1898 gründete er ein Büro für Architektur, Entwurf und Bauleitung in Köln. Später trat sein Sohn Friedrich in dieses Büro ein und übernahm dessen Leitung. Das Büro war spezialisiert auf Industriearchitektur im Bereich von Brauerei- und Mälzereianlagen. In den 1920er und frühen 1930er Jahren war es vor allem am Bau von Wohnsiedlungen und Familienhäusern in Köln beteiligt.
Grimm wohnte zuletzt in Köln-Lindenthal. Er starb 1939 im Alter von 85 Jahren in der Heil- und Pflegeanstalt der Alexianer in Ensen.

## Bauten

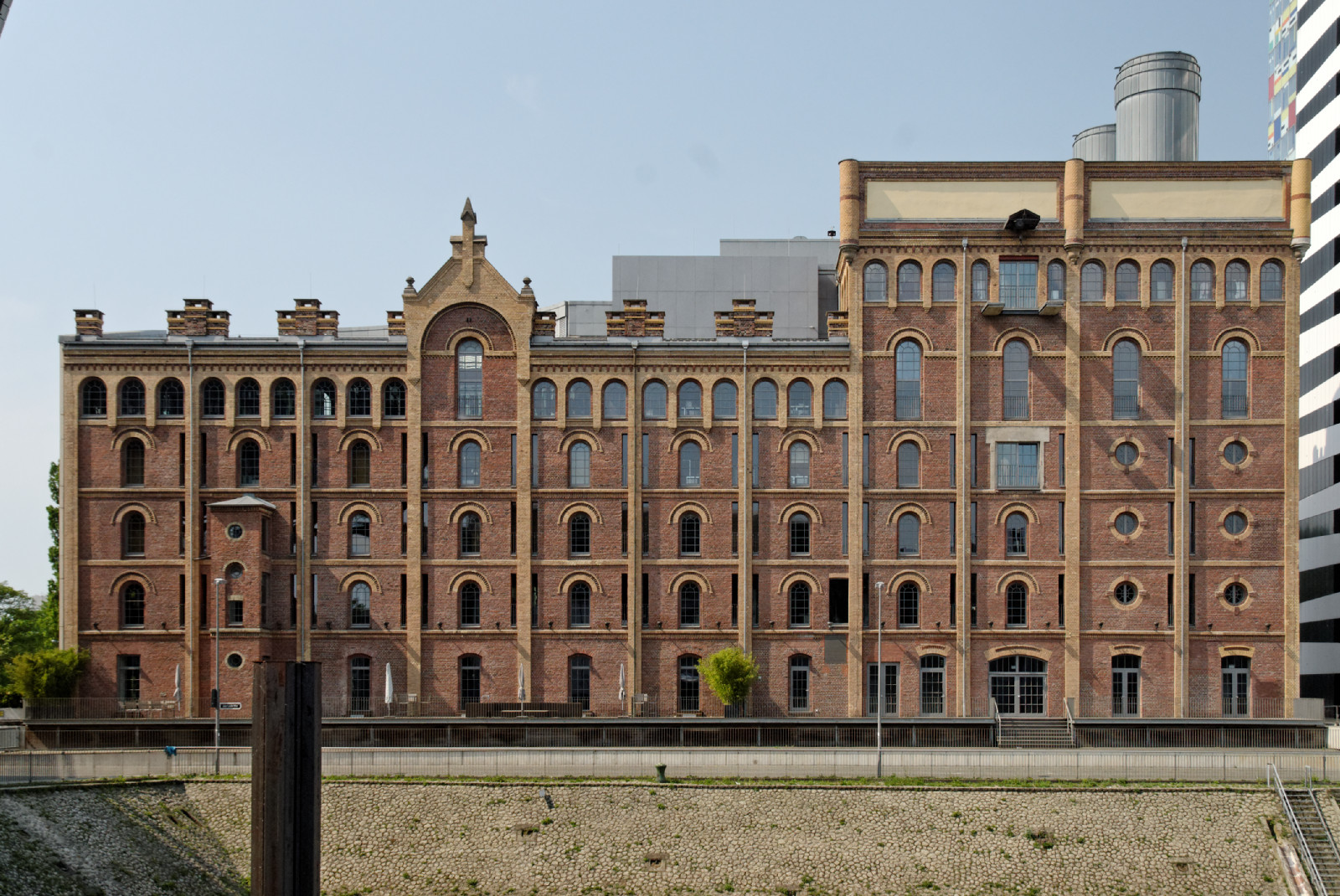
Ehemalige Malzfabrik Friedrich Küppers in Düsseldorf-Hafen

- 1897: Düsseldorf-Hafen, Speditionsstraße 7, Malzfabrik Friedrich Küppers
- 1898: Düsseldorf-Carlstadt, Citadellstraße 8, Brauerei
- 1921–1923: Köln-Höhenberg, Weimarer Straße 43–49
- 1923/1924: Köln-Poll, Hinter den Wiesen 1–5, Siedlung Poll-Süd (mit Friedrich Grimm)
- 1926/1927: Köln-Brück, Olpener Straße 606, Haus Adam Brück (mit Friedrich Grimm)
- 1927/1928: Köln-Brück, Olpener Straße 683, Haus Alois Lützenburg (mit Friedrich Grimm)
- 1927/1928: Köln-Dellbrück, Kemperbachstraße 56, Haus Heinrich Franz (mit Friedrich Grimm)
- 1929/1930: Köln-Bayenthal, Golsteinstraße 126, Mehrfamilienhaus Ferdinand Knaus (mit Friedrich Grimm)